# Drucina championi
Drucina championi är en fjärilsart som beskrevs av Frederick DuCane Godman och Osbert Salvin 1881. Drucina championi ingår i släktet Drucina och familjen praktfjärilar. Inga underarter finns listade i Catalogue of Life.